# مشتملات النوع ب

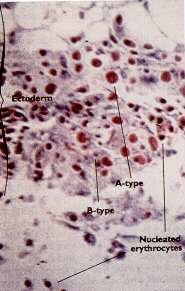

مشتملات النوع بي، المعروفة سابقًا باسم أجسام غوارنيري (/[invalid input: 'icon']ɡwɑːrˈnjɛri/) هي خصائص خلوية تكتشف بـ الفحص المجهري لـ النسيج الظهاري لـ خلايا الأفراد المشتبه إصابتهم بـ الفيروسات الجدرية (e.g. الجدري أو الوقس). ففي الخلايا المطلية بـ اليوزين، تظهر هذه المشتملات كنقاط وردية في الهيولي الخاص بخلايا الفيروسات الجدرية المصابة. لذا لا يمكن استخدام عدم وجود أجسام غوارنيري للحكم بوجود مرض الجدري من عدمه، حيث يجب إجراء اختبار أكثر حساسية.
تُعد مشتملات النوع بي هي المواقع التي يحدث بها التكرار الفيروسي ويمكن العثور عليها في جميع خلايا الفيروسات الجدرية المصابة، بخلاف مشتملات النوع إيه الملونة بشدة باليوزين والموجودة فقط في بعض أنواع العدوى الناجمة عن فيروسات جدرية معينة.
وقد أطلق عليها اسم الطبيب الإيطالي جوزيبي غوارنييري (Giuseppe Guarnieri).

## كتابات أخرى
- GOODPASTURE EW (1959). "Cytoplasmic inclusions resembling Guarnieri bodies, and other phenomena induced by mutants of the virus of fowlpox". Am. J. Pathol. ج. 35 ع. 2: 213–31. PMC:1934859. PMID:13627123.